# Opsaridium
Opsaridium – rodzaj ryb promieniopłetwych z rodziny karpiowatych (Cyprinidae). Gatunki z tego rodzaju zamieszkują tereny Afryki i są bardzo podobne do gatunków z rodzaju Opsarius. Mają charakterystyczne niebieskie pasy po bokach ciała. Są jednak nieco większe i są drapieżnikami, szczególnie polującymi na inne ryby, niektóre gatunki odżywiają się innymi karpiowatymi, jak Engraulicypris sardella.
Rodzaj ten przeszedł do nomenklatury zoologicznej w 1854 roku, wykreował go niemiecki przyrodnik Wilhelm Karl Hartwich Peters. 2 lata wcześniej opisał on rybę pochodzącą z Zambezi, nazywając ją Leuciscus zambezensis (obecnie O. zambezense; gatunek typowy rodzaju). Najpóźniej został opisany Opsaridium splendens w roku 1997. William Neil Eschmeyer w swojej pracy Catalog of Fishes, jak i portal internetowy FishBase klasyfikują ten rodzaj w rodzinie Danionidae, która raczej jest klasyfikowana jako podrodzina Danioninae.
Nazwa Opsaridium pochodzi z greki i oznacza w dosłownym tłumaczeniu „mała ryba”.
Od swych krewnych z podrodziny Danioninae ryby te różnią się wielkością; największy gatunek, Opsaridium microlepis osiąga 47 cm TL.
Większość gatunków zamieszkuje piaszczyste, płytkie wody, ale także otwartą toń wodną i kamieniste bystrza.
Do rodzaju zalicza się 12 gatunków:
- Opsaridium boweni (Fowler, 1930)
- Opsaridium engrauloides (Nichols, 1923)
- Opsaridium leleupi (Matthes, 1965)
- Opsaridium loveridgii (Norman, 1922)
- Opsaridium maculicauda (Pellegrin, 1926)
- Opsaridium microcephalum (Günther, 1864)
- Opsaridium microlepis (Günther, 1864)
- Opsaridium peringueyi (Gilchrist & W.W. Thompson, 1913)
- Opsaridium splendens Taverne & De Vos, 1997
- Opsaridium tweddleorum P.H. Skelton, 1996
- Opsaridium ubangiense (Pellegrin, 1901)
- Opsaridium zambezense (W.K.H. Peters, 1852)